# Spitalkirche (Bad Leonfelden)

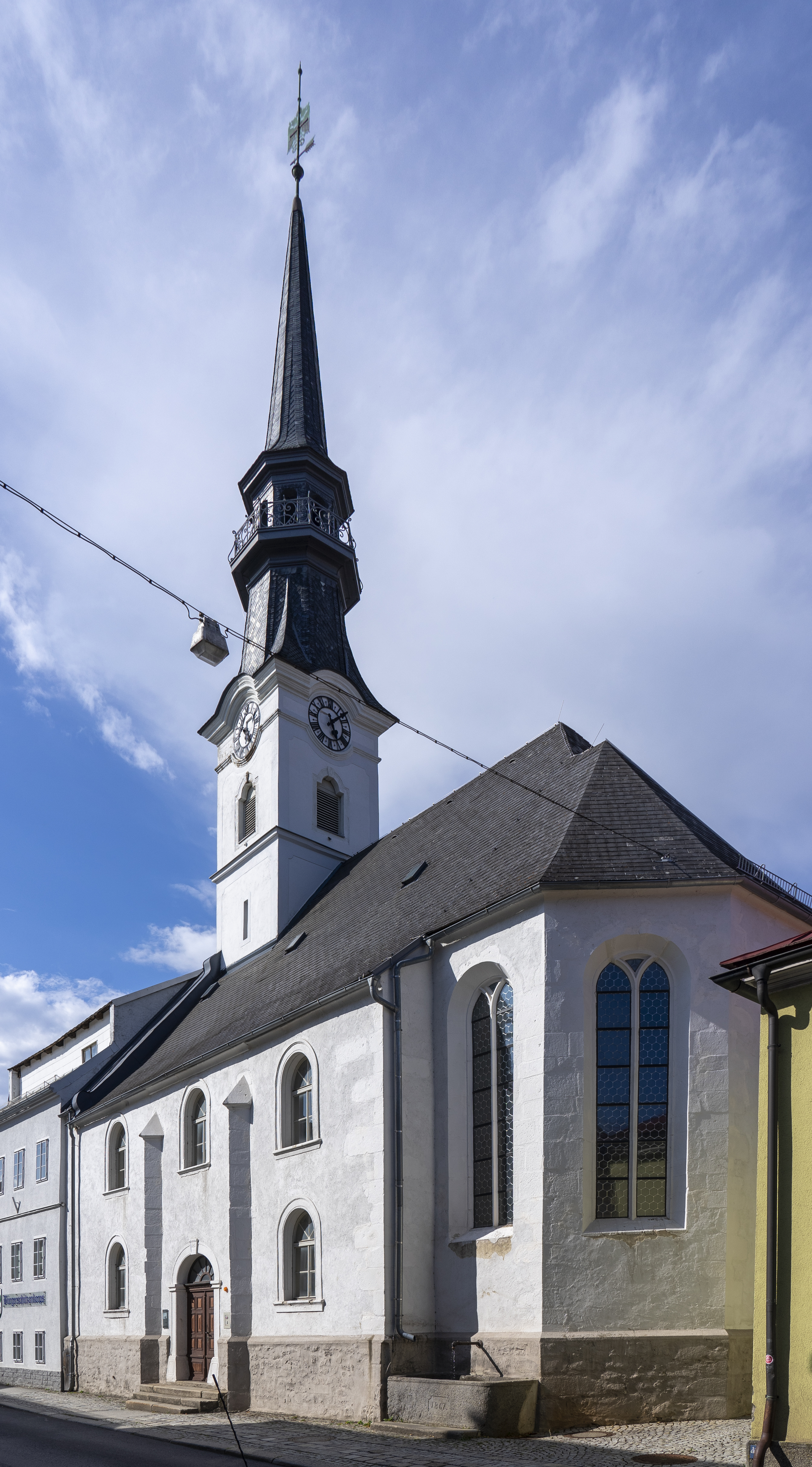
Spitalkirche

Die Spitalkirche Bad Leonfelden (auch Spitalskirche oder Josephi-Kirche) in der Stadt Bad Leonfelden im Mühlviertel in Oberösterreich ist ein denkmalgeschütztes Bauwerk, das im frühen 16. Jahrhundert an das zuvor gegründete Bürgerspital von Leonfelden angebaut wurde. In den 1780er-Jahren wurde das Kirchengebäude profaniert.

## Geschichte
Nach der Gründung des Bürgerspitals hatten Richter und Rat von Leonfelden 1505 den Patronatsherren Abt Thomas Dienstl von Stift Wilhering um Erlaubnis zum Bau einer Kirche für das Spital gebeten, der Stiftsbrief wurde aber erst unter dessen Nachfolger Caspar I. am 29. Juni 1514 ausgestellt. Die Spitalkirche wurde in den Jahren 1517 bis etwa 1520 errichtet. Für das seelische Wohl der Bewohner des Bürgerspitals sorgte ein Spitalsgeistlicher, der dem Pfarrer der Pfarrkirche Leonfelden unterstellt war. Die Pfleglinge konnten in ihren Betten ebenerdig in die Kirche transportiert werden, um dort ihre täglichen Stiftungsgebete zu verrichten.
In den folgenden Jahrzehnten predigten lutheranische Geistliche in der Spitalkirche. Während der Gegenreformation wurde die Spitalkirche durch gerichtlichen Spruch vom 24. Oktober 1615 geschlossen und die evangelische Religionsausübung darin verboten. Erst am 25. November 1673 wurde die Spitalkirche von der Josephi-Bruderschaft wieder nach katholischem Ritus eingeweiht. In Folge wurde die Spitalkirche im Volksmund als Josephi-Kirche bezeichnet.
Nach dem Marktbrand vom 28. Oktober 1776, dem zahlreiche Bürgerhäuser, das Bürgerspital und die Spitalkirche zum Opfer fielen, wurde die Kirche barockisiert. Zudem erfolgten Umbauten am Turm und dem dazugehörigen Kirchenjoch.
Unter Kaiser Joseph II. wurde die Spitalkirche am 6. Jänner 1787 gesperrt. Die Marktkommune Leonfelden wollte die Kirche versteigern. Da sich aber kein Käufer fand, kaufte sie der Markt Leonfelden am 28. März 1787 um nur 200 Gulden und richtete darin das Gemeindeamt ein. Die Innenausstattung wurde entfernt, das Chorgestühl und die Oratoriumfenster kamen in die neu erbaute Wallfahrtskirche Maria Schutz am Bründl. Das Altarbild mit dem hl. Josef kam in die neu erbaute Pfarrkirche Traberg. Eine Zwischendecke wurde eingezogen, und der Zugang zum Bürgerspital wurde zugemauert. Eine Glocke kam an die Pfarrkirche Leonfelden, eine andere Glocke an die neu geschaffene Pfarre Urfahr, die dritte Glocke blieb bei der entweihten Spitalskirche. Den Hochaltar schenkte der Markt der im Jahr 1802 abgebrannten Pfarrkirche Aigen im Mühlkreis.
Im Laufe der Zeit diente die Spitalkirche als Gemeindeamt (1787–1940), Sparkasse (1877–1890), k. k. Eichamt, Garage, Werkstatt, Standesamt im Zweiten Weltkrieg, Volksschule (1950er-Jahre), Wohnung, Druckerei, und Heimatmuseum (1962). Die Sakristei diente als Gemeindekerker.
Bei der Restaurierung 1986/87 wurde der Kirchenraum wiederhergestellt. 2013 wurde der mittelalterliche Fürsorgekomplex im Zuge der Oberösterreichischen Landesausstellung renoviert.

## Architektur

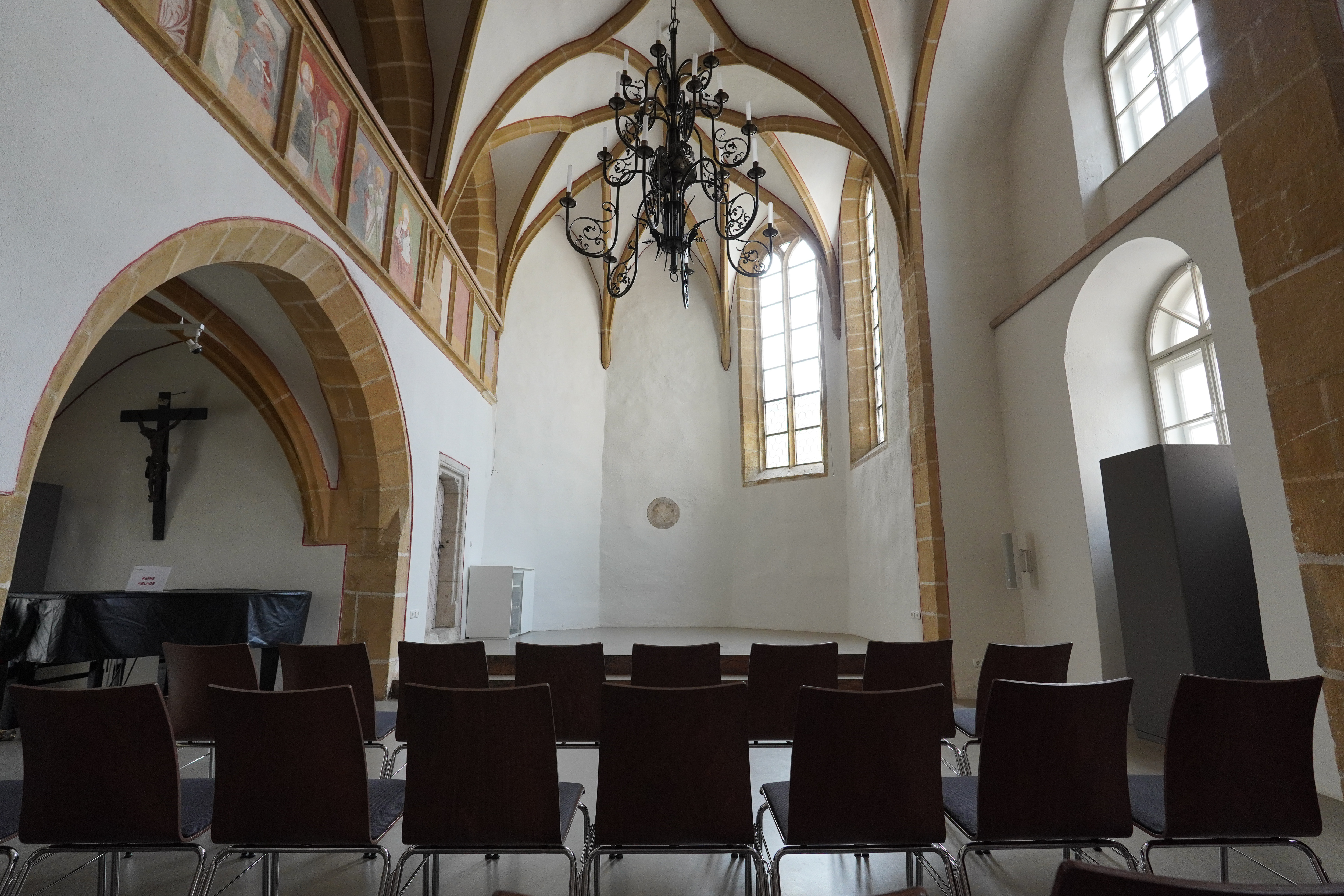
Innenraum der Spitalkirche

Das spätgotische Langhaus ist eine zweischiffige, dreijochige Emporenhalle mit einfachen Wandpfeilern und polygonaler Apsis. Das uniforme Sternrippengewölbe der Apsis geht im Langhausbereich in ein Bogenrippengewölbe über.
Einer der Steinmetze, die an der Leonfeldner Pfarrkirche und Spitalkirche arbeiteten, lässt sich anhand seiner Steinmetzzeichen von Rožmberk nad Vltavou (Rosenberg an der Moldau) bis nach Staré Město pod Landštejnem (Altstadt bei Burg Landštejn) in Südböhmen zurückverfolgen. Andere Steinmetzzeichen der Spitalkirche finden sich in Sankt Anna in Steinbruch in Neufelden und in der Pfarrkirche von Ottensheim wieder und weisen auf eine donauländische Tradition.